# Miniaturní bulteriér
Miniaturní bulteriér Anglický miniaturní bulteriér je plemeno s původem u vyhynulého anglického bílého teriéra, dalmatina a buldoka. První existence je zdokumentována v roce 1872 v The Dogs of British Island.Má odvážnou a temperamentní povahu. V počátcích byl využíván pro lov potkanů, myší a kun. Byl to též i společenský pes. Je uznáván Mezinárodní kynologickou federací (FCI) i American Kennel Clubem (AKC).
Standard FCI uvádí, že vzhledově vypadají stejně jako jejich větší verze. Jsou to dobře osvalení psi s typickým klabonosem. Povolené barvy jsou bílá, žíhaná, černá žíhaná, červená a tříbarevná. Kohoutkovou výšku uvádí do 35,5 cm, váha ale není daná.
Tito psi se dožívají 11 až 13 let.